# Skifferbekard
Skifferbekard (Pachyramphus spodiurus) är en starkt utrotningshotad sydamerikansk fågel i familjen tityror.

## Utseende och läten
Skifferbekarden är en 14 cm lång bekard, typisk i form och hållning. Hanen är mestadels mörkt skiffergrå ovan, med svart hjässa som kontrasterar med vitt på pannan. Manteln är svartaktig, liksom vingar och stjärt, dock med vita kanter på vingpennona. Undersidan är enhetligt grå.
Honan är kanelröd ovan, på hjässan mörkare, med svarta handpennetäckare och yttre handpennor. Vidare har den vitaktig undersida, på halssidor, bröst och flanker något beige. På huvudet syns en vitaktig fläck ovan tygeln. Lätet består av en snabb, fallande serie med melodiösa toner: "ti-ti-ti-ti-tee-tee-the-the-tu".

## Utbredning och status
Skifferbekarden förekommer i Stillahavslåglandet i västra Ecuador och nordvästra Peru. Den behandlas som monotypisk, det vill säga att den inte delas in i några underarter.

## Status och hot
Skifferbekarden har en liten världspopulation bestående av uppskattningsvis endast 1 000–2 500 vuxna individer. Den tros också minska i antal till följd av habitatförlust. Den är därför upptagen på internationella naturvårdsunionen IUCN:s röda lista över hotade arter, kategoriserad som sårbar (VU).